# San Martín de Valdeiglesias
San Martín de Valdeiglesias ist eine zentralspanische Gemeinde (municipio) in der Autonomen Region Madrid. Der alte Ortskern wurde 1974 als Kulturgut (Bien de Interés Cultural) in der Kategorie Conjunto histórico-artístico eingestuft.

## Lage
San Martín de Valdeiglesias liegt rund 75 Fahrtkilometer westlich von Madrid nahe der Grenze zur Provinz Ávila. Bis zur Stadt Ávila selbst sind es etwa 55 Kilometer in nordwestlicher Richtung.

## Bevölkerungsentwicklung
| Jahr      | 1960  | 1970  | 1980  | 1990  | 2000  | 2010  |
| Einwohner | 3.994 | 4.254 | 4.786 | 5.428 | 6.089 | 8.190 |

Infolge der Nähe zu Madrid und der vergleichsweise günstigen Grundstücks- und Mietpreise ist die Zahl der Einwohner in den letzten Jahrzehnten deutlich gestiegen.

## Wirtschaft
Im Mittelalter war San Martín de Valdeiglesias eine Landgemeinde, die groß genug war um als handwerkliches und merkantiles Zentrum (Markt) für die Einzelgehöfte und kleinen Dörfer in der Umgebung zu dienen. Bereits seit mittelalterlicher Zeit wird im Umland hauptsächlich Wein-, Oliven- und Gemüseanbau betrieben. Im Ort selbst existieren zwei Weinkellereien (bodegas). Bereits Miguel de Cervantes erwähnt die Weine der Region in mehreren seiner Werke. Auch der Tourismus in dem unter Denkmalschutz stehenden Ortskern ist eine wichtige Einnahmequelle der Stadt.

## Geschichte
Von Keltiberern, Römern und Westgoten fehlt in der Umgebung von San Martín de Valdeiglesias jede Spur. In islamischer Zeit hatte sich die Gegend entvölkert und wurde erst nach der Rückeroberung (reconquista) Toledos durch Alfons VI. im Jahr 1085 wiederbesiedelt (repoblación). Im 13. Jahrhundert scheint um eine bereits existierenden Einsiedelei (ermita) eine kleine Ansiedlung gebildet zu haben, die zur Grundherrschaft des Klosters Santa María de Valdeiglesias gehörte. Im Jahre 1430 entwickelte sich anscheinend ein Aufstand der Dorfbewohner gegen die Bevormundung durch die Abtei, denn in der Folgezeit wird Don Álvaro de Luna, der Erzieher und Berater von König Johann II., als Grundherr (señor) genannt.

## Sehenswürdigkeiten

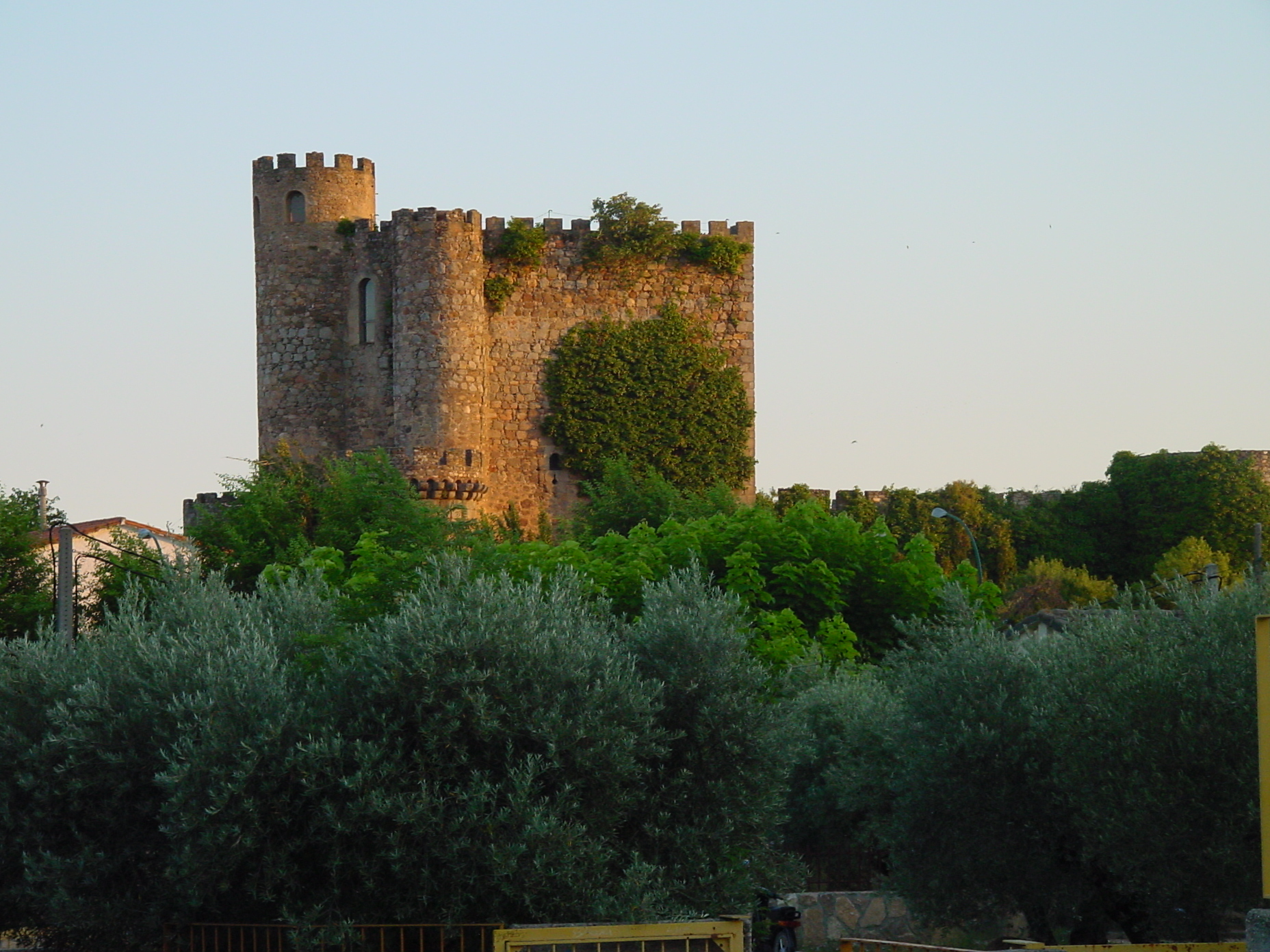
Castillo de Coracera – Bergfried (torre de homenaje) mit runden Treppentürmen

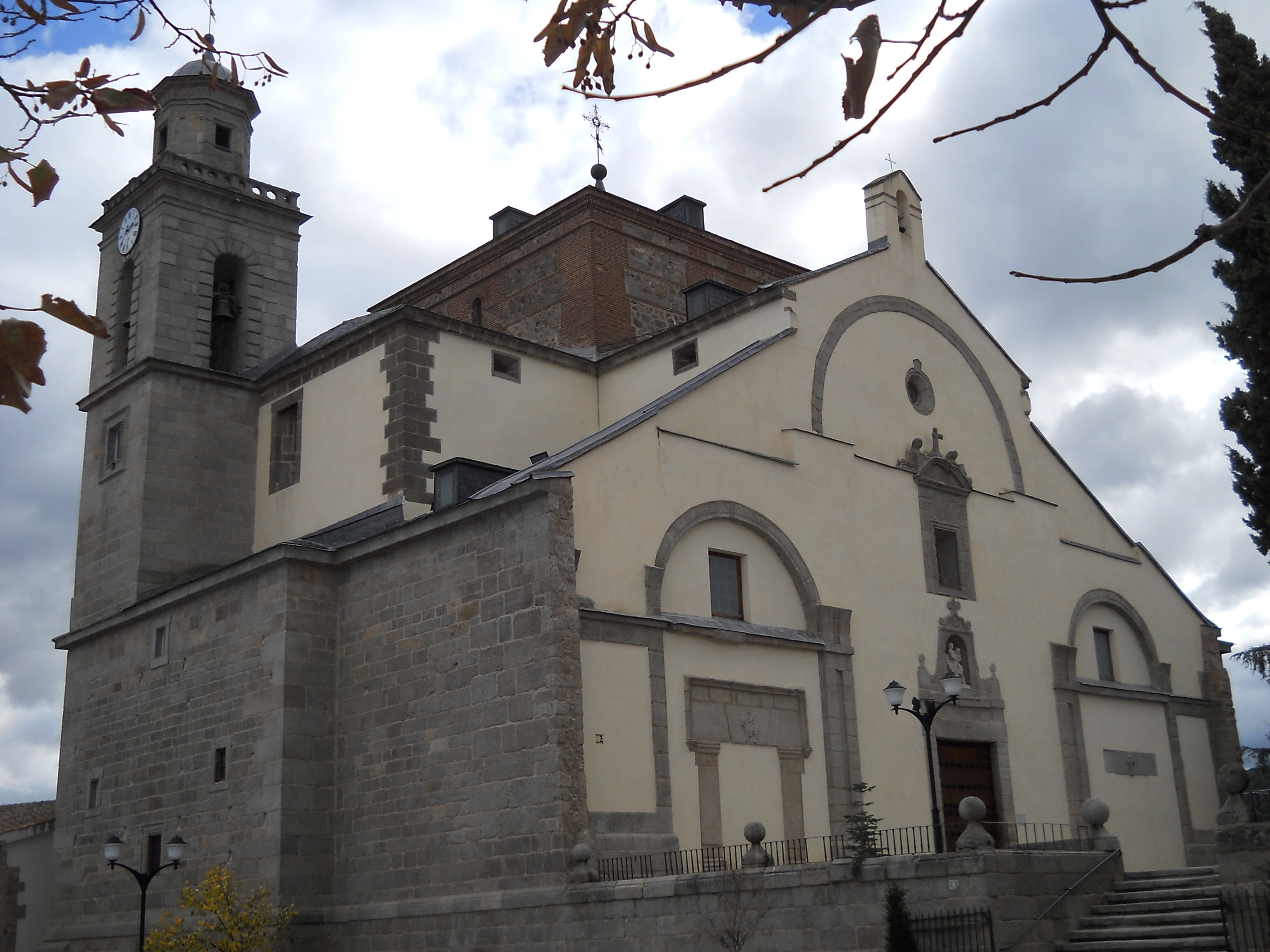
Kirche San Martín Obispo

- Wichtigste Sehenswürdigkeit des Ortes ist das Castillo de la Coracera, ein spätmittelalterliches Burggeviert mit runden Ecktürmen und einem – ebenfalls von Rundtürmen begleiteten – fünfeckigen Bergfried (torre de homenaje). Es wurde an der Stelle einer älteren Burg aus dem 13. Jahrhundert errichtet und bis ins 20. Jahrhundert hinein immer wieder restauriert. Heute beherbergt es ein Weinmuseum (Museo de los Vinos de Madrid).
- Die dreischiffige Kirche San Martín Obispo geht wohl auf das 13. Jahrhundert zurück; sie wurde jedoch mehrfach und vor allem im 17. Jahrhundert von dem Baumeister Pedro de Tolosa im schmucklosen Herrera-Stil umgestaltet.

Umgebung

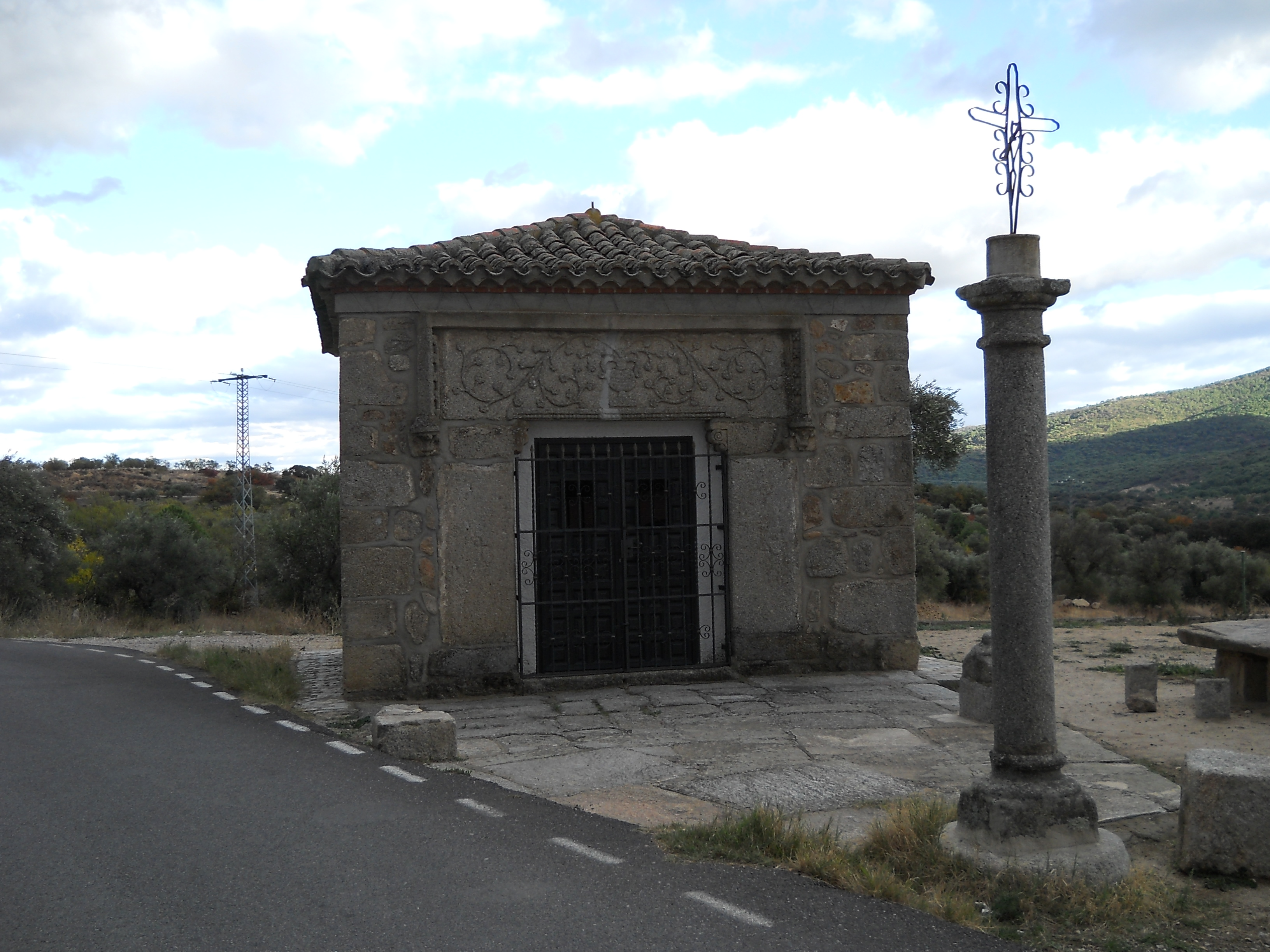
Ermita del Rosario

- In der Umgebung befinden von San Martín de Valdeiglesias sich mehrere kleine Einsiedeleien – die schönste ist die Ermita del Rosario. Andere sind die Ermita Ecce Homo, die Ermita del Sangre und die Ermita de la Virgen Nueva.
- Die Ruinen des Klosters Santa María de Valdeiglesias erheben sich etwas außerhalb des ca. acht Kilometer entfernten Nachbarorts Pelayos de la Presa.
- Mehrere keltiberische Stierskulpturen aus dem 2. Jahrhundert v. Chr. (Toros de Guisando) rahmen einen Weg oder markieren einen Kultplatz in der etwa sechs Kilometer westlich gelegenen Nachbargemeinde El Tiemblo.